# Erwin de Vries (muzikant)
Erwin de Vries (Sappemeer, 15 april 1971) is een Nederlands singer-songwriter en gitarist. Hij is bekend geworden als frontman van Deheleboel. Toen deze band in 2002 werd opgeheven, ging De Vries solo verder. Hij zingt in het Gronings.

## Biografie
De Vries was van 1993 tot 2002 frontman, zanger en tekstschrijver van de Groningstalige popband Deheleboel. Nadat de band werd opgeheven, ging hij teksten schrijven voor eigen werk en voor andere artiesten. Zijn debuutalbum als soloartiest Wie! verscheen in 2003. In 2010 won hij de Grunny, een muziekprijs van RTV Noord. In 2017 won De Vries de Streektaalprijs van Dagblad van het Noorden in de categorie Muziek met het album De noodzoak.
Naast muziek is hij ook actief in het theater. In 2004 gaf De Vries zijn eerste voorstelling Zoist!. In 2005 ging hij op tournee met het Noord Nederlands Orkest. In 2007 volgde de show Aigenhaimer. In 2008 won De Vries de eerste prijs op het lokale festival Watervloot met De rais. In 2009 tourde hij met de show Dichter in mie.

## Stijl
De Vries wordt begeleid door zijn begeleidingsband de Zunderlingen. Zijn muziek wordt gerekend tot folk en rock. Zijn stem is door Mattie Poels omschreven als "authentiek met dat heerlijk organisch rauwe randje waarmee hij zingt in het Gronings dialect."

## Discografie

### Studioalbums
- Wie!, 2003
- Aigenhaimer, 2006
- Dichter in mie, 2008
- Leef t leven, 2011
- De tocht van de noakende zunderling, 2014
- De noodzoak, 2016
- Antwoord, 2021

### Dvd's
- Aigenhaimer, 2007
- Dichter in mie, 2009